# 제이드 구디

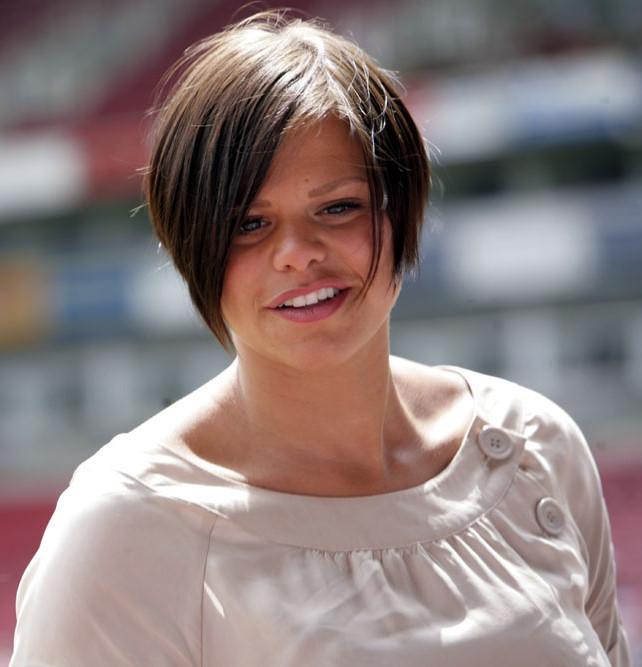
제이드 구디

제이드 구디(Jade Goody, 1981년 6월 5일 ~ 2009년 3월 22일)는 잉글랜드의 방송인이다.